# Arnaud Maire
Pour les articles homonymes, voir Maire (homonymie).
Arnaud Maire est un joueur de football professionnel français évoluant au poste de défenseur central. Il est né le 6 mars 1979 à Besançon (Doubs, France) et mesure 1,81 m pour 74 kg. C'est un joueur reconnu pour sa solidité et son sens de l'intervention juste, il est en revanche pénalisé par une relance moyenne.

## Biographie
Formé à Besançon, il intégra l'équipe première lors de la saison 2000-2001, alors que son club jouait en National. C'est d'ailleurs à ce niveau qu'il évolua pendant 3 saisons, avant de remporter ce Championnat et d'accéder à la Ligue 2 en 2003. Une saison à l'échelon supérieur qui se solda par une descente immédiate. Il tenta l'opération remontée immédiate avec le club bisontin mais échoua dans sa quête.
C'est alors qu'il quitta en 2005 son club formateur pour le SC Bastia, relégué de Ligue 1, où, après avoir effectué un essai sur les conseils de David Sauget, il signa un contrat de 2 ans et s'imposa rapidement dans l'équipe type au côté de Florent Laville. Il réalisa une excellente première saison mais le club corse échoua à remplir son objectif d'une remontée immédiate. Malgré cela, Arnaud Maire resta et nourrit de grandes ambitions. Il réalisa de nouveau une saison tout à fait correcte, attirant le regard de plusieurs clubs de Ligue 1 dont Sochaux. Finalement, rien de cela ne se concrétisa et il prolongea son contrat pour deux nouvelles années. La saison 2007-2008 fut décevante puisqu'en plus de la mise en concurrence avec Mehdi Méniri et Grégory Lorenzi, Arnaud Maire fut régulièrement blessé et ne disputa que 20 rencontres. Cela poussa l'entraîneur bastiais Bernard Casoni à le placer sur la liste des transferts à l'été 2008. Mais à force de travail, celui-ci changea d'avis et réintégra Maire dans l'équipe première, ce dernier lui rendant bien en stabilisant la défense et en réalisant une saison pleine malgré des résultats moyens. 
Cependant, en juin 2009, son contrat ne fut pas renouvelé. Après s'être entraîné tout l'été avec l'UNFP, il s'engage pour un an au RC Strasbourg. Le 29 janvier, Arnaud Maire ouvre le score à la 13e minute pour signer une belle victoire du Racing.
En juin 2010, il signe pour l'AC Ajaccio.
Il signe en 2013 à Carquefou.
Le 9 juillet 2014, il signe son retour dans son club formateur, le Besançon RC en CFA2.

## Carrière
- 2000-2001 : Besançon RC (12 matchs en National)
- 2001-2002 : Besançon RC (33 matchs, 2 buts en National)
- 2002-2003 : Besançon RC (27 matchs en National) + (1 match de Coupe)
- 2003-2004 : Besançon RC (33 matchs, 1 but en Ligue 2) + (2 matchs de Coupe)
- 2004-2005 : Besançon RC (36 matchs, 1 but en National) + (1 match de Coupe)
- 2005-2006 : Bastia (36 matchs, 1 but en Ligue 2) + (5 matchs de Coupes)
- 2006-2007 : Bastia (25 matchs, 1 but en Ligue 2)  + (1 match de Coupe)
- 2007-2008 : Bastia (20 matchs en Ligue 2) + (3 matchs de Coupes)
- 2008-2009 : Bastia (28 matchs en Ligue 2) + (1 match de Coupe)
- 2009-2010 : RC Strasbourg (20 matchs, 1 but en Ligue 2) + (1 match de Coupe)
- 2010-2011 : AC Ajaccio  (33 matchs en Ligue 2) + (2 match de Coupe)
- 2011-2012 : AC Ajaccio  (6 matchs en Ligue 1)
- 2012-2013 : AC Ajaccio  (6 matchs en Ligue 1)
- 2013-2014 : Carquefou (9 matchs en National) + (1 match de Coupe)
- 2014-2015 : Besançon (18 matchs de CFA2)[2]

## Palmarès
- Championnat de France de National en 2003 avec Besançon